# Chiesa del Santissimo Crocifisso dell'Icona
La chiesa del Santissimo Crocifisso dell'Icona, chiamata anche chiesa di Santa Maria delle Grazie, è un luogo di culto cattolico, ubicato in piazza Cecco d'Ascoli nella zona ovest del centro storico di Ascoli Piceno, tra il Teatro romano e le mura medievali con Porta Romana.

## Storia
Sorge dove nei secoli scorsi c'era una piccola chiesa che nel corso degli anni ha subito numerose trasformazioni fino ad arrivare allo stato attuale nel 1780, grazie all'opera di Lazzaro Giosafatti.

## Architettura
La facciata presenta una scalinata ottocentesca a tre rampe, antistante all'ingresso principale formato da un portale barocco e in alto un'ampia finestra quadrangolare.
Il suo interno, sempre barocco, è a croce latina con cappelle poste lateralmente. L'altare maggiore ha al centro una Madonna col Bambino, dipinto a fresco su un muro staccato, intelaiato e trasportato nella seconda metà del XVI secolo, opera di Pietro Alemanno.